# Partenariato
Il partenariato (dal francese partenaire, in inglese partnership) è un patto tra parti diverse (soggetti pubblici o privati, forze economiche e sociali) per la realizzazione di interventi finalizzati allo sviluppo economico, allo sviluppo del territorio e all'integrazione sociale. Il termine indica anche i rapporti che occorrono, simili al gemellaggio, tra città.
Per quanto concerne la parte economico-aziendale possiamo dire che si tratta in genere di attività in cui il lavoro specializzato è di gran lunga il fattore produttivo più importante, come accade per esempio nelle attività professionali (avvocati, consulenti..). Per queste attività il capitale è un cespite secondario.
Si tratta di un metodo ampiamente diffuso a livello comunitario, che trae spunto dall'importanza che gli stessi trattati assegnano al ruolo della società civile organizzata. 
In coerenza con questa impostazione, e formalizzando una prassi ed un senso comune già ampiamente diffusi, la Commissione europea considera la “partecipazione” fra i principi di base di una buona governanza europea. Secondo il Libro bianco sulla governanza, infatti, la qualità, la pertinenza e l'efficacia delle politiche dell'Unione europea dipendono dall'ampia partecipazione che si saprà assicurare lungo tutto il loro percorso, dalla prima elaborazione all'esecuzione. Secondo questa impostazione, il coinvolgimento della società civile “organizzata” rende in sostanza migliori le politiche, e maggiormente percepibile ai cittadini europei l'efficacia delle risposte che le Istituzioni comunitarie e nazionali danno alle loro esigenze. Questa impostazione è ormai divenuta patrimonio delle Istituzioni comunitarie, che la pongono alla base delle politiche future. L'obiettivo primario di disporre di una buona governanza come precondizione per l'efficacia delle politiche europee è stato, infatti, recentemente riaffermato anche dalla impostazione di Europa 2020, il documento strategico per una crescita intelligente, sostenibile e inclusiva dell'Unione Europea.

## Il partenariato socio economico nei fondi strutturali
Fra le politiche europee nelle quali è riconosciuto un ruolo attivo della società civile organizzata vi sono i fondi strutturali europei. Il partenariato è infatti uno dei principi di riferimento della politica europea di coesione economica e sociale. Questo principio è stato introdotto nella normativa di riferimento fin dalla riforma dei fondi strutturali del 1988 ed è stato progressivamente ampliato e rafforzato, soprattutto nella sua pratica applicazione, fino ad assumere la connotazione odierna. Secondo il Regolamento generale sui fondi strutturali ne fanno parte, oltre a tutte le autorità pubbliche competenti, anche le parti economiche e sociali, e ogni altro organismo appropriato, in rappresentanza della società civile, i partner ambientali, le organizzazioni non governative e gli organismi di promozione della parità fra uomini e donne.
Sempre al regolamento generale sui fondi vanno fatti inoltre risalire due elementi molto importanti che condizionano l'effettiva applicazione di questo principio. Da un lato, infatti, il regolamento stabilisce che il partenariato debba riguardare tutte le fasi di preparazione, attuazione, sorveglianza e valutazione dei programmi operativi, dall'altro, che spetta a ciascuno Stato membro il compito di designare i partner più rappresentativi ai vari livelli e di organizzarne il coinvolgimento, se del caso e conformemente alle norme ed alle prassi vigenti, e nel rispetto delle scadenze fissate per ciascuna fase.
In sostanza, le regole comunitarie stabiliscono un principio molto ampio ed impegnativo in materia di partenariato, ma ne subordinano l'effettiva applicazione alle situazioni specifiche di ciascuno Stato membro ed alla volontà delle amministrazioni pubbliche chiamate a metterlo in pratica. Riferimenti al ruolo ed alle funzioni del partenariato socio economico sono inoltre contenute nei Regolamenti del Fondo Sociale Europeo e del Fondo Europeo di Sviluppo Regionale.

## L'evoluzione del partenariato socio economico in Italia
Nel nostro Paese, l'importanza del partenariato socio economico in materia di fondi strutturali europei si è venuta via via rafforzando nel corso degli anni, accompagnando la crescente importanza degli stessi fondi strutturali nelle politiche di riequilibrio, in particolare in favore del Mezzogiorno, tanto da poter distinguere approssimativamente tre fasi.

Una prima fase, che ha riguardato i primi due cicli di programmazione, 1989-93 e 1994-99, si può definire del partenariato “informativo”: i partner vengono informati delle principali decisioni prese nei Comitati di Sorveglianza nel corso di apposite riunioni che seguono lo svolgimento dei Comitati stessi: Il contributo delle parti è piuttosto limitato. Fanno eccezione già in questa fase le relazioni partenariali relative al Fondo Sociale Europeo, in cui le Organizzazioni sindacali ed imprenditoriali fanno già parte dei Comitati di Sorveglianza, svolgendo un ruolo attivo nella gestione del Fondo stesso.
Una seconda fase, che si può definire del partenariato “discontinuo”, riguarda il ciclo di programmazione 2000-2006. In questo periodo, sulla spinta delle modifiche ai regolamenti comunitari e del lancio della cosiddetta “nuova programmazione”, il partenariato socio economico viene rafforzato fin dalla fase di avvio: rappresentanze delle Organizzazioni imprenditoriali, sindacali e del terzo settore partecipano alla costruzione delle 100 idee per lo sviluppo (presentate nel corso del Convegno di Catania del 2-4 dicembre 1998) che saranno la base del QCS Obiettivo 1 e della programmazione degli altri Obiettivi comunitari. Una rappresentanza delle parti socio economiche partecipa ai lavori dei Comitati di Sorveglianza. L'attuazione del principio rimane però altalenante: come rileva un lavoro del CNEL, il coinvolgimento è piuttosto esteso, e si consolidano relazioni stabili tra parti socio economiche e Autorità di Gestione dei programmi, ma ad una partecipazione molto forte nella fase della elaborazione della strategia corrisponde un coinvolgimento debole nella fase attuativa. Come riconoscono gli stessi documenti di programmazione e di valutazione, il partenariato viene ancora vissuto dalle amministrazioni come mero "adempimento formale" ai requisiti richiesti, generando in molti casi una “caduta di tensione” nella partecipazione. Dal canto loro, le parti socio economiche hanno spesso trovato improduttivo il loro coinvolgimento, subendo ma anche concorrendo a creare la medesima caduta di tensione., Analogo andamento discontinuo assume il partenariato a livello locale, con l'esperienza della progettazione integrata territoriale (PIT). Non mancano tuttavia esperienze significative: un Progetto di Assistenza Tecnica al Partenariato socio economico per l'Ob.1, finanziato dal FESR, accompagna per circa tre anni il coinvolgimento delle parti nell'attuazione dei fondi strutturali, realizzando poco meno di 200 attività con oltre 3 500 partecipanti, ed un elevato livello di gradimento.
Una terza fase, riferita all'attuale ciclo di programmazione 2007-13, può essere definita del "partenariato formalizzato": le parti socio economiche sono coinvolte attivamente, in maniera paritaria rispetto alle amministrazioni pubbliche, fin dalle prime fasi della costruzione del Quadro Strategico Nazionale (QSN) e dei programmi operativi con tavoli settoriali a livello nazionale e tavoli regionali, e il ruolo centrale delle parti viene riconosciuto dagli stessi documenti di programmazione, che definiscono il partenariato “un principio ed un valore (nonché …) un principio fondante della programmazione comunitaria che si traduce in metodo e prassi amministrativa (…) lungo tutto il processo decisionale”. Vi è dunque un riconoscimento formale del ruolo del partenariato, che deve essere sancito, come stabilisce la Delibera CIPE di attuazione del QSN, in Protocolli d'intesa, ai vari livelli, tra le amministrazioni e tutte le organizzazioni che si candidano a rappresentare interessi nell'attuazione di interventi di politica regionale.

## La programmazione 2007-2013 in Italia
I Protocolli d'intesa fissano dunque le regole del confronto partenariale ed in particolare ne stabiliscono l'oggetto (le azioni connesse alla vita del QSN e dei Programmi Operativi, sia dei Fondi strutturali sia del Fondo Aree Sottoutilizzate – FAS), i criteri di rappresentanza (pariteticità, rappresentatività presso il CNEL, inclusione, competenza), gli impegni delle Organizzazioni socio economiche e delle Amministrazioni, le sedi di confronto (Sessioni annuali, Comitati di Sorveglianza, Forum del partenariato, Tavoli tematici), le condizioni e le finalità di un servizio di Assistenza tecnica dedicato alle parti. In particolare, nei protocolli viene sancito il rafforzamento del coinvolgimento nella varie fasi, soprattutto nella fase di attuazione, prevedendo in forme diverse la consultazione prima dell'assunzione della decisione amministrativa. A metà del ciclo di programmazione, solo alcuni dei protocolli d'intesa risultano sottoscritti, ma le parti socio economiche ne evidenziano una applicazione spesso solo formale.

## Una valutazione sul coinvolgimento del partenariato nella programmazione 2007-13
Si può parlare dunque di una parabola positiva ed in crescita del partenariato in Italia fino all'avvio del nuovo QSN, con successive difficoltà attuative che ne hanno ridimensionato lo slancio. Nel tentare un bilancio di questa esperienza, vanno messi all'attivo i miglioramenti nella "cultura" del partenariato presso le amministrazioni, centrali e regionali, sancite dai riconoscimenti contenuti nel QSN e nei vari documenti di programmazione; i miglioramenti nelle regole (i Protocolli d'Intesa) e nei contenuti (sono stati condivisi obiettivi, aspettative, prodotti, sedi e criteri di selezione dei partner); la crescita delle organizzazioni di rappresentanza, che hanno compreso importanza, opportunità e regole dei fondi strutturali, che sono ormai parte integrante del dibattito pubblico; il miglioramento della trasparenza e del controllo sociale sull'utilità e sull'efficacia di azioni.
Al passivo di questa esperienza va messa l'osservazione della realtà: come evidenzia la Ragioneria Generale dello Stato, l'attuazione del nuovo ciclo di programmazione procede molto lentamente, per una serie di motivi amministrativi, finanziari e legati alle decisioni politiche. Parallelamente, si è assistito ad un lungo black out nel coinvolgimento partenariale, come se, nei momenti di difficoltà, si tornasse a considerare il partenariato un adempimento da soddisfare e non un valore aggiunto capace di contribuire a risolvere situazioni di difficoltà amministrativa. Va tuttavia evidenziato che, nella recente predisposizione del Piano per il Sud (in buona parte dedicato alla programmazione delle risorse aggiuntive, di fonte comunitaria e nazionale), il Governo è tornato a percorrere una strada di dialogo partenariale, confrontandosi con le organizzazioni di rappresentanza degli interessi del lavoro e dell'impresa e recependo parte delle proposte da queste presentate nell'ambito del cosiddetto "tavolo sulla crescita e l'occupazione".

## Le prospettive future del partenariato socio economico
Nonostante le difficoltà ed i cali di tensione che il coinvolgimento ha fatto registrare in Italia e in altri Stati membri, la Commissione europea ritiene che l'applicazione del principio del partenariato sia un valore aggiunto della politica di coesione ormai ampiamente riconosciuto, e che per una efficace attuazione di Europa 2020 sia necessario il coinvolgimento di tutti gli attori del cambiamento, e dunque anche dei vari rappresentanti della società civile. Per tale motivo, nella Quinta relazione sulla Coesione economica e sociale, che contiene le prime proposte sulla politica di coesione post 2013, viene posta grande enfasi sul rafforzamento di questo principio. In particolare, la relazione ritiene necessario potenziare la rappresentanza dei soggetti locali e regionali, delle parti sociali e della società civile sia nel dialogo politico sia nell'attuazione della politica di coesione, anche prevedendo il mantenimento di un sostegno al dialogo tra tali soggetti. Inoltre, in virtù dell'importanza assegnata a tale aspetto, tra le domande poste dalla relazione per animare il dibattito sul futuro della politica se ne segnala una proprio sulle modalità per conseguire avanzamenti in materia di partenariati.
Il dibattito è in corso, ma i contributi sembrano convergere verso un rafforzamento di tale principio. Tra di essi si segnala quello del Comitato Economico e Sociale Europeo, in particolare per la proposta di modifiche al Regolamento Generale sui Fondi strutturali mirate a limitare la discrezionalità dei vari Stati membri nell'applicazione del principio.